# Алехандра Ромеро
Алехандра Ромеро (ісп. Alejandra Romero Bonilla; нар. 12 червня 1995) — мексиканська борчиня вільного стилю, чемпіонка та триразова бронзова призерка Панамериканських чемпіонатів, чемпіонка Центральноамериканських і Карибських ігор, чемпіонка Центральноамериканського і Карибського чемпіонату.

## Життєпис
Боротьбою почала займатися з 2008 року. У 2015 році стала Панамериканською чемпіонкою серед юніорів. У 2002 році здобула срібну медаль чемпіонату Європи серед юніорів. Того ж року дебютувала на дорослому чемпіонаті світу, посівши 27 місце. Найуспішнішим був 2018 рік, коли на дорослому рівні вона стала Панамериканською чемпіонкою і увійшла в п'ятірку найкращих на чемпіонаті світу.
Виступає за спортивний клуб «Cnar» Мехіко. Тренер — Мануель Рубіо (з 2014).

## Спортивні результати на міжнародних змаганнях

### Виступи на Чемпіонатах світу
| Змагання                        | Збірна  | Вагова категорія          | Місце |
| ------------------------------- | ------- | ------------------------- | ----- |
| Чемпіонат світу з боротьби 2015 | Мексика | жіноча боротьба, до 58 кг | 27    |
| Чемпіонат світу з боротьби 2018 | Мексика | жіноча боротьба, до 59 кг | 5     |
| Чемпіонат світу з боротьби 2019 | Мексика | жіноча боротьба, до 62 кг | 32    |
| Чемпіонат світу з боротьби 2021 | Мексика | жіноча боротьба, до 62 кг | 16    |

### Виступи на Панамериканських чемпіонатах
| Змагання                                   | Збірна  | Вагова категорія          | Місце  |
| ------------------------------------------ | ------- | ------------------------- | ------ |
| Панамериканський чемпіонат з боротьби 2016 | Мексика | жіноча боротьба, до 58 кг | Бронза |
| Панамериканський чемпіонат з боротьби 2018 | Мексика | жіноча боротьба, до 57 кг | Золото |
| Панамериканський чемпіонат з боротьби 2020 | Мексика | жіноча боротьба, до 62 кг | 6      |
| Панамериканський чемпіонат з боротьби 2021 | Мексика | жіноча боротьба, до 62 кг | Бронза |
| Панамериканський чемпіонат з боротьби 2022 | Мексика | жіноча боротьба, до 62 кг | Бронза |

### Виступи на Панамериканських іграх
| Змагання                  | Збірна  | Вагова категорія          | Місце |
| ------------------------- | ------- | ------------------------- | ----- |
| Панамериканські ігри 2015 | Мексика | жіноча боротьба, до 58 кг | 5     |
| Панамериканські ігри 2019 | Мексика | жіноча боротьба, до 57 кг | 5     |

### Виступи на Центральноамериканських і Карибських іграх
| Змагання                                                | Збірна  | Вагова категорія          | Місце  |
| ------------------------------------------------------- | ------- | ------------------------- | ------ |
| Центральноамериканські і Карибські ігри 2014 (Сан-Хуан) | Мексика | жіноча боротьба, до 63 кг | 7      |
| Центральноамериканські і Карибські ігри 2014 (Веракрус) | Мексика | жіноча боротьба, до 58 кг | Золото |
| Центральноамериканські і Карибські ігри 2018            | Мексика | жіноча боротьба, до 57 кг | 4      |

### Виступи на Центральноамериканських і Карибських чемпіонатах
| Змагання                                                       | Збірна  | Вагова категорія          | Місце  |
| -------------------------------------------------------------- | ------- | ------------------------- | ------ |
| Центральноамериканський і Карибський чемпіонат з боротьби 2018 | Мексика | жіноча боротьба, до 57 кг | Золото |

### Виступи на інших змаганнях
| Змагання                                                         | Збірна  | Вагова категорія          | Місце  |
| ---------------------------------------------------------------- | ------- | ------------------------- | ------ |
| Гран-прі Іспанії з боротьби 2014                                 | Мексика | жіноча боротьба, до 63 кг | 11     |
| Турнір «Олімпія» 2014                                            | Мексика | жіноча боротьба, до 60 кг | Золото |
| Відкритий чемпіонат Польщі з боротьби 2014                       | Мексика | жіноча боротьба, до 58 кг | Срібло |
| Кубок Гранми з боротьби 2015                                     | Мексика | жіноча боротьба, до 58 кг | 5      |
| Олімпійський кваліфікаційний турнір з боротьби 2016 (Фріско)     | Мексика | жіноча боротьба, до 58 кг | 7      |
| Олімпійський кваліфікаційний турнір з боротьби 2016 (Улан-Батор) | Мексика | жіноча боротьба, до 58 кг | 16     |
| Олімпійський кваліфікаційний турнір з боротьби 2016 (Стамбул)    | Мексика | жіноча боротьба, до 58 кг | 19     |
| Cerro Pelado International 2018                                  | Мексика | жіноча боротьба, до 57 кг | Золото |
| Гран-прі Іспанії з боротьби 2018                                 | Мексика | жіноча боротьба, до 57 кг | Срібло |
| Турнір міста Сассарі з боротьби 2019                             | Мексика | жіноча боротьба, до 65 кг | 5      |
| Кубок Гранми і Серро-Пеладо з боротьби 2020                      | Мексика | жіноча боротьба, до 62 кг | 5      |
| Олімпійський кваліфікаційний турнір з боротьби 2020 (Оттава)     | Мексика | жіноча боротьба, до 62 кг | 5      |
| Олімпійський кваліфікаційний турнір з боротьби 2020 (Софія)      | Мексика | жіноча боротьба, до 62 кг | 16     |

### Виступи на змаганнях молодших вікових груп
| Змагання                                                 | Збірна  | Вагова категорія          | Місце  |
| -------------------------------------------------------- | ------- | ------------------------- | ------ |
| Чемпіонат світу з боротьби серед кадетів 2011            | Мексика | жіноча боротьба, до 52 кг | 19     |
| Чемпіонат світу з боротьби серед юніорів 2013            | Мексика | жіноча боротьба, до 59 кг | 15     |
| Панамериканський чемпіонат з боротьби серед юніорів 2015 | Мексика | жіноча боротьба, до 59 кг | Золото |
| Чемпіонат світу з боротьби серед молоді 2018             | Мексика | жіноча боротьба, до 59 кг | 5      |